# Kuna zlatica
Kúna zlatíca (znanstveno ime Martes martes) je zver iz rodu kun.
Dolga je 40–55 cm, njen rep je zelo košat, meri pa 28 cm. Odrasla žival tehta od 900–2000 g, je kostanjeve do temnorjave barve, vrat in prsi pa ima svetlo do oranžnorumena. Ima dokaj okroglo glavico z velikimi uhlji. Je izvrstna plezalka, lovi pa tudi na tleh.
Kuna zlatica živi v vseh vrstah gozdov, v gorah pa do drevesne meje. Dejavna je predvsem ponoči in je samotarska žival, ki se hrani z glodavci, pticami, žuželkami in gozdnimi sadeži.
Zaradi mirovanja zarodka traja brejost 9 mesecev. Samica aprila skoti 3–5 slepih mladičev, ki po 5 tednih spregledajo. Po 8–10 tednih se učijo plezati, pozno poleti pa postanejo samostojni.

## Galerija
- sledi v blatu
- sledi v snegu